# Tira, Texas
Tira là một thị trấn thuộc quận Hopkins, tiểu bang Texas, Hoa Kỳ. Năm 2010, dân số của thị trấn này là 297 người.

## Dân số
- Dân số năm 2000: 248 người.
- Dân số năm 2010: 297 người.